# Rockwell (Arkansas)
Rockwell és una concentració de població designada pel cens dels Estats Units a l'estat d'Arkansas. Segons el cens del 2000 tenia 3.024 habitants.

## Demografia
Segons el cens del 2000, Rockwell tenia 3.024 habitants, 1.274 habitatges, i 931 famílies. La densitat de població era de 369,5 habitants/km².
Dels 1.274 habitatges en un 27,1% hi vivien nens de menys de 18 anys, en un 61,7% hi vivien parelles casades, en un 8,6% dones solteres, i en un 26,9% no eren unitats familiars. En el 23,2% dels habitatges hi vivien persones soles el 10,6% de les quals corresponia a persones de 65 anys o més que vivien soles. El nombre mitjà de persones vivint en cada habitatge era de 2,37 i el nombre mitjà de persones que vivien en cada família era de 2,77.
Per edats la població es repartia de la següent manera: un 21,2% tenia menys de 18 anys, un 5% entre 18 i 24, un 26,4% entre 25 i 44, un 28,9% de 45 a 60 i un 18,4% 65 anys o més.
L'edat mediana era de 43 anys. Per cada 100 dones de 18 o més anys hi havia 90,9 homes.
La renda mediana per habitatge era de 46.366 $ i la renda mediana per família de 53.241 $. Els homes tenien una renda mediana de 39.175 $ mentre que les dones 30.035 $. La renda per capita de la població era de 24.647 $. Entorn del 2,7% de les famílies i el 4,5% de la població estaven per davall del llindar de pobresa.

## Poblacions més properes
El següent diagrama mostra les poblacions més properes.